# Ballylongford
Ballylongford (iriska: Béal Átha Longfoirt) är en ort i republiken Irland.   Den ligger i grevskapet Ciarraí och provinsen Munster, i den sydvästra delen av landet, 230 km väster om huvudstaden Dublin. Ballylongford ligger 5 meter över havet och antalet invånare är 418.
Terrängen runt Ballylongford är huvudsakligen platt, men västerut är den kuperad. Havet är nära Ballylongford åt nordväst.Runt Ballylongford är det ganska glesbefolkat, med 25 invånare per kvadratkilometer. Närmaste större samhälle är Kilrush, 10,4 km norr om Ballylongford. Trakten runt Ballylongford består i huvudsak av gräsmarker.